# Roško Polje
Roško Polje es un pueblo de la municipalidad de Tomislavgrad, en Bosnia y Herzegovina.

## Superficie
Posee una superficie de 20,65 kilómetros cuadrados.

## Demografía
Hasta 2013 la población era de 1000 habitantes.